# 19.ª etapa del Tour de Francia 2021
La 19.ª etapa del Tour de Francia 2021 tuvo lugar el 16 de julio de 2021 entre Mourenx y Libourne sobre un recorrido de 207 km y fue ganada por el esloveno Matej Mohorič del equipo Bahrain Victorious. El también esloveno Tadej Pogačar consiguió mantener el maillot amarillo.

## Clasificación de la etapa
| Mourenx - Libourne | etapa llana | (207 km) |

| \| Clasificación de la etapa \| Clasificación de la etapa \| Clasificación de la etapa \| Clasificación de la etapa \| Clasificación de la etapa \| \| Ciclista \| Ciclista \| Equipo \| Tiempo \| \| \| ------------------------- \| ------------------------- \| ---------------------------------- \| ------------------------- \| ------------------------- \| \| 1.º \| Matej Mohorič \| Bahrain Victorious \| 4 h 19 min 17 s \| \| \| 2.º \| Christophe Laporte \| Cofidis \| + 58 s \| \| \| 3.º \| Casper Pedersen \| Team DSM \| + 58 s \| \| \| 4.º \| Mike Teunissen \| Jumbo-Visma \| + 58 s \| \| \| 5.º \| Nils Politt \| Bora-Hansgrohe \| + 1 min 08 s \| \| \| 6.º \| Edward Theuns \| Trek-Segafredo \| + 1 min 08 s \| \| \| 7.º \| Michael Valgren \| EF Education-Nippo \| + 1 min 08 s \| \| \| 8.º \| Georg Zimmermann \| Intermarché-Wanty-Gobert Matériaux \| + 1 min 08 s \| \| \| 9.º \| Anthony Turgis \| TotalEnergies \| + 1 min 08 s \| \| \| 10.º \| Jasper Stuyven \| Trek-Segafredo \| + 1 min 08 s \| \| |                    |                                    |                 |
| |                    |                                    |                 |
| Fuente: ProCyclingStats |                    |                                    |                 |
| Clasificación de la etapa |                    |                                    |                 |
| Ciclista | Ciclista           | Equipo                             | Tiempo          |
| 1.º | Matej Mohorič      | Bahrain Victorious                 | 4 h 19 min 17 s |
| 2.º | Christophe Laporte | Cofidis                            | + 58 s          |
| 3.º | Casper Pedersen    | Team DSM                           | + 58 s          |
| 4.º | Mike Teunissen     | Jumbo-Visma                        | + 58 s          |
| 5.º | Nils Politt        | Bora-Hansgrohe                     | + 1 min 08 s    |
| 6.º | Edward Theuns      | Trek-Segafredo                     | + 1 min 08 s    |
| 7.º | Michael Valgren    | EF Education-Nippo                 | + 1 min 08 s    |
| 8.º | Georg Zimmermann   | Intermarché-Wanty-Gobert Matériaux | + 1 min 08 s    |
| 9.º | Anthony Turgis     | TotalEnergies                      | + 1 min 08 s    |
| 10.º | Jasper Stuyven     | Trek-Segafredo                     | + 1 min 08 s    |

## Clasificaciones al final de la etapa

### Clasificación general(Maillot Jaune)
| \| Clasificación general \| Clasificación general \| Clasificación general \| Clasificación general \| Clasificación general \| \| Ciclista \| Ciclista \| Equipo \| Tiempo \| \| \| --------------------- \| --------------------- \| --------------------- \| --------------------- \| --------------------- \| \| 1.º \| Tadej Pogačar \| UAE Team Emirates \| 79 h 40 min 09 s \| \| \| 2.º \| Jonas Vingegaard \| Jumbo-Visma \| + 5 min 45 s \| \| \| 3.º \| Richard Carapaz \| Ineos Grenadiers \| + 5 min 51 s \| \| \| 4.º \| Ben O'Connor \| AG2R Citroën Team \| + 8 min 18 s \| \| \| 5.º \| Wilco Kelderman \| Bora-Hansgrohe \| + 8 min 50 s \| \| \| 6.º \| Enric Mas \| Movistar Team \| + 10 min 11 s \| \| \| 7.º \| Alexéi Lutsenko \| Astana-Premier Tech \| + 11 min 22 s \| \| \| 8.º \| Guillaume Martin \| Cofidis \| + 12 min 46 s \| \| \| 9.º \| Pello Bilbao \| Bahrain Victorious \| + 13 min 48 s \| \| \| 10.º \| Rigoberto Urán \| EF Education-Nippo \| + 16 min 25 s \| \| |                  |                     |                  |
| |                  |                     |                  |
| Fuente: ProCyclingStats |                  |                     |                  |
| Clasificación general |                  |                     |                  |
| Ciclista | Ciclista         | Equipo              | Tiempo           |
| 1.º | Tadej Pogačar    | UAE Team Emirates   | 79 h 40 min 09 s |
| 2.º | Jonas Vingegaard | Jumbo-Visma         | + 5 min 45 s     |
| 3.º | Richard Carapaz  | Ineos Grenadiers    | + 5 min 51 s     |
| 4.º | Ben O'Connor     | AG2R Citroën Team   | + 8 min 18 s     |
| 5.º | Wilco Kelderman  | Bora-Hansgrohe      | + 8 min 50 s     |
| 6.º | Enric Mas        | Movistar Team       | + 10 min 11 s    |
| 7.º | Alexéi Lutsenko  | Astana-Premier Tech | + 11 min 22 s    |
| 8.º | Guillaume Martin | Cofidis             | + 12 min 46 s    |
| 9.º | Pello Bilbao     | Bahrain Victorious  | + 13 min 48 s    |
| 10.º | Rigoberto Urán   | EF Education-Nippo  | + 16 min 25 s    |

### Clasificación por puntos(Maillot Vert)
| Clasificación por puntos | Clasificación por puntos | Clasificación por puntos | Clasificación por puntos | Clasificación por puntos |
| Ciclista                 | Ciclista                 | Equipo                   | Puntos                   |                          |
| ------------------------ | ------------------------ | ------------------------ | ------------------------ | ------------------------ |
| 1.º                      | Mark Cavendish           | Deceuninck-Quick Step    | 304 pts                  |                          |
| 2.º                      | Michael Matthews         | BikeExchange             | 269 pts                  |                          |
| 3.º                      | Sonny Colbrelli          | Bahrain Victorious       | 216 pts                  |                          |
| 4.º                      | Jasper Philipsen         | Alpecin-Fenix            | 186 pts                  |                          |
| 5.º                      | Matej Mohorič            | Bahrain Victorious       | 163 pts                  |                          |
| 6.º                      | Julian Alaphilippe       | Deceuninck-Quick Step    | 155 pts                  |                          |
| 7.º                      | Tadej Pogačar            | UAE Team Emirates        | 146 pts                  |                          |
| 8.º                      | Michael Mørkøv           | Deceuninck-Quick Step    | 113 pts                  |                          |
| 9.º                      | Wout van Aert            | Jumbo-Visma              | 101 pts                  |                          |
| 10.º                     | Jonas Vingegaard         | Jumbo-Visma              | 88 pts                   |                          |

### Clasificación de la montaña(Maillot à Pois Rouges)
| Clasificación de la montaña | Clasificación de la montaña | Clasificación de la montaña | Clasificación de la montaña | Clasificación de la montaña |
| Ciclista                    | Ciclista                    | Equipo                      | Puntos                      |                             |
| --------------------------- | --------------------------- | --------------------------- | --------------------------- | --------------------------- |
| 1.º                         | Tadej Pogačar               | UAE Team Emirates           | 107 pts                     |                             |
| 2.º                         | Wout Poels                  | Bahrain Victorious          | 88 pts                      |                             |
| 3.º                         | Jonas Vingegaard            | Jumbo-Visma                 | 82 pts                      |                             |
| 4.º                         | Wout van Aert               | Jumbo-Visma                 | 68 pts                      |                             |
| 5.º                         | Nairo Quintana              | Arkéa-Samsic                | 66 pts                      |                             |
| 6.º                         | Richard Carapaz             | Ineos Grenadiers            | 56 pts                      |                             |
| 7.º                         | Ben O'Connor                | AG2R Citroën Team           | 44 pts                      |                             |
| 8.º                         | Bauke Mollema               | Trek-Segafredo              | 41 pts                      |                             |
| 9.º                         | David Gaudu                 | Groupama-FDJ                | 41 pts                      |                             |
| 10.º                        | Anthony Perez               | Cofidis                     | 37 pts                      |                             |

### Clasificación del mejor joven(Maillot Blanc)
| Clasificación del mejor joven | Clasificación del mejor joven | Clasificación del mejor joven | Clasificación del mejor joven | Clasificación del mejor joven |
| Ciclista                      | Ciclista                      | Equipo                        | Tiempo                        |                               |
| ----------------------------- | ----------------------------- | ----------------------------- | ----------------------------- | ----------------------------- |
| 1.º                           | Tadej Pogačar                 | UAE Team Emirates             | 79 h 40 min 09 s              |                               |
| 2.º                           | Jonas Vingegaard              | Jumbo-Visma                   | + 5 min 45 s                  |                               |
| 3.º                           | David Gaudu                   | Groupama-FDJ                  | + 18 min 42 s                 |                               |
| 4.º                           | Aurélien Paret-Peintre        | AG2R Citroën Team             | + 37 min 21 s                 |                               |
| 5.º                           | Sergio Higuita                | EF Education-Nippo            | + 1 h 03 min 01 s             |                               |
| 6.º                           | Valentin Madouas              | Groupama-FDJ                  | + 2 h 08 min 44 s             |                               |
| 7.º                           | Mark Donovan                  | Team DSM                      | + 2 h 11 min 10 s             |                               |
| 8.º                           | Neilson Powless               | EF Education-Nippo            | + 2 h 12 min 14 s             |                               |
| 9.º                           | Jonas Rutsch                  | EF Education-Nippo            | + 2 h 26 min 36 s             |                               |
| 10.º                          | Brent Van Moer                | Lotto-Soudal                  | + 2 h 38 min 13 s             |                               |

### Clasificación por equipos(Classement par Équipe)
| Clasificación por equipos | Clasificación por equipos | Clasificación por equipos | Clasificación por equipos |
| Equipo                    | Equipo                    | Tiempo                    |                           |
| ------------------------- | ------------------------- | ------------------------- | ------------------------- |
| 1.º                       | Bahrain Victorious        | 239 h 22 min 04 s         |                           |
| 2.º                       | EF Education-Nippo        | + 23 min 25 s             |                           |
| 3.º                       | Jumbo-Visma               | + 1 h 15 min 32 s         |                           |
| 4.º                       | Ineos Grenadiers          | + 1 h 30 min 06 s         |                           |
| 5.º                       | AG2R Citroën Team         | + 1 h 30 min 41 s         |                           |
| 6.º                       | Bora-Hansgrohe            | + 1 h 34 min 17 s         |                           |
| 7.º                       | Trek-Segafredo            | + 1 h 45 min 40 s         |                           |
| 8.º                       | Movistar Team             | + 2 h 01 min 22 s         |                           |
| 9.º                       | Astana-Premier Tech       | + 2 h 03 min 40 s         |                           |
| 10.º                      | UAE Team Emirates         | + 2 h 42 min 57 s         |                           |

## Abandonos
Miguel Ángel López y Michael Woods no tomaron la salida.